# Benzoate de dénatonium
Le benzoate de dénatonium est un sel benzoïque de dénatonium au goût très amer. Il a été découvert en 1958 lors de recherche sur les anesthésiques locaux. Il est utilisé comme répulsif pour prévenir l'ingestion des produits ménagers et des antigels, en vernis à ongles dans la lutte contre l'onychophagie et sert à dénaturer l'éthanol. Ce composé artificiel est aussi amer que la quassine, le composé naturel connu le plus amer.

## Histoire

### Découverte
Le benzoate de dénatonium a été découvert fortuitement en 1958 par un laboratoire pharmaceutique écossais du nom de MacFarlan Smith à Édimbourg. Cette découverte est intervenue lors de recherches en vue d'améliorer les propriétés anesthésiques de la lidocaïne. 
Le laboratoire extrayait déjà la brucine (composé amer) afin de dénaturer les alcools, mais le benzoate de dénatonium étant plus amer et dépourvu de toxicité, ce dernier est vite devenu le dénaturant idéal. C'est d'ailleurs du nom de son utilisation de dénaturant que ce composé tire son nom, le nom commercial étant lié lui au mot anglais bitter signifiant amer . Une autre des premières applications du Bitrex comme agent d’aversion était une crème conçue pour éviter que les porcs ne mangent la queue de leur voisin.

### Législation
Dès 1960, le benzoate de dénatonium, sous la marque Bitrex, est autorisé aux États-Unis et au Royaume-Uni dans les parfums, la parfumerie, les cosmétiques et autres usages industriels. Depuis il est reconnu comme un agent dénaturant et agent d’aversion dans plus de 40 pays.
En 1993, il est autorisé dans l'Union Européenne comme dénaturant de l'alcool en vue de l'exonération du droit d'accise.
En 1995, la loi française a, par décret, rendu obligatoire l'adjonction par les industriels de benzoate de dénatonium ou d'un autre agent répulsif dans les antigels et fluides caloporteurs contenant du monoéthylèneglycol.
Depuis 1999, il est obligatoire de l'utiliser dans certains pesticides.

## Structure et propriétés

### Structure
Le benzoate de dénatonium est un sel de synthèse comprenant un anion (le benzoate) associé à un cation (un ammonium quaternaire). Le cation a une structure similaire à l'anesthésique local, la lidocaïne, dont il ne diffère que par l'addition d'un groupe benzyle sur l'amine tertiaire.
Le dénatonium peut être associé avec d'autres anions sous forme de sel tels que l'ion saccharinate pour former le saccharinate de dénatonium ou l'ion chlorure pour former le chlorure de dénatonium.

### Propriétés physico-chimiques
Le benzoate de dénatonium est soluble dans l'eau, l'éthanol, le méthanol, le butanol, l'isopropanol et le chloroforme..
La température de fusion du benzoate de dénatonium est de 168 °C.

### Propriété sensorielle
Le benzoate de dénatonium a un seuil de détection à 10 ppb et un seuil de reconnaissance de l'amertume de 0,05 ppm, ce qui le rend aussi amer que la quassine, le composé naturel connu le plus amer avec un seuil de reconnaissance de l'amertume de 0,06 ppm.
La nature de l'anion avec lequel le sel de dénatonium est associé modifie la concentration du seuil de reconnaissance de l'amertume. Ainsi, pour le saccharinate de dénatonium et le chlorure de dénatonium, celui-ci est de 0,01 ppm et 0,1 ppm respectivement.
Le benzoate de dénatonium est vraiment très amer vers 10 ppm.

### Dermatologie
Le benzoate de dénatonium est considéré comme inoffensif pour la peau dans les produits cosmétiques aux doses utilisées (0,000 6 %).

## Utilisation
Le benzoate de dénatonium est principalement utilisé pour son goût amer comme dénaturant, agent répulsif, agent d'aversion ou amérisant.
Dans l'Union européenne, le benzoate de dénatonium est utilisé comme dénaturant dans les alcools, principalement pour l'exonération du droit d'accise. 
Il est aussi utilisé pour décourager la consommation des alcools toxiques tels que le méthanol et l'éthylène glycol. En France les industriels ajoutent un minimum de 20 ppm de benzoate de dénatonium dans les produits contenant de l'éthylène glycol, cela concerne les antigels, les fluides caloporteurs et produits lave-glace.
Le benzoate de dénatonium est recommandé dans la lutte pour la protection des enfants et la diminution des accidents ménagers dus à l'absorption de produits ménagers (détergents, produits de lessive, adoucissants), cosmétiques, parfums et produits de bain (shampoing). L'amertume intense du benzoate de dénatonium oblige l'enfant à recracher le produit aussitôt après l’avoir mis en bouche. 
Le benzoate de dénatonium est utilisé comme additif dans les produits de lutte contre les rongeurs (campagnol, ragondin, rat, souris) et cervidés. 
Le benzoate de dénatonium est également utilisé dans un vernis à ongles amer pour lutter contre la manie de se ronger les ongles (onychophagie).
Les cartouches de la console Nintendo Switch en sont enduites, de façon que les enfants ne les avalent pas ; elles sont en effet très petites.